# Ctenomys peruanus
Espèce
Statut de conservation UICN

 LC  : Préoccupation mineure
Ctenomys peruanus est une espèce qui fait partie des rongeurs de la famille des Ctenomyidae. Comme les autres membres du genre Ctenomys, appelés localement des tuco-tucos, c'est un petit mammifère d'Amérique du Sud bâti pour creuser des terriers. Ce rongeur est endémique du Pérou.
L'espèce a été décrite pour la première fois en 1947 par les américains Colin Campbell Sanborn (1897-1962), mammalogiste, et Oliver Payne Pearson (1915-2003), zoologiste.